# Uloborus walckenaerius
Uloborus walckenaerius es una araña araneomorfa perteneciente a la familia de los ulobóridos. Son pequeñas, el macho no sobrepasa los 4 mm mientras que la hembra alcanza los 7 mm. Vive en lugares secos y bajos. Se encuentra en la península ibérica y el resto del sur de Europa. Su característica más llamativa es que no posee glándulas venenosas. Para compensar esta carencia tejen una tela muy poderosa y cuando envuelven a su presa lo hacen durante mucho tiempo.